# 冯梅梅
冯梅梅（1957年—），女，河北怀来人，中国的射击运动员，国际级的运动健将。曾多次获得体育运动荣誉奖章。